# روبرتو آرویو
روبرتو آرویو (انگلیسی: Roberto Arroyo؛ زادهٔ ۲۵ اوت ۲۰۰۳) بازیکن فوتبال اهل اسپانیا است که در پست مهاجم برای رئال وایادولید پرومزاس بازی می‌کند.